# Olaus Nicolai Breninsulanus
Olaus Nicolai Breninsulanus, född på Brändön, Nederluleå socken, död 1651 i Bygdeå socken, var en svensk präst och riksdagsman.

## Biografi
Nicolai Breninsulanus var troligen son till skattebonden Nils Jönsson (levde 1599), nämnd från 1567 på Brändön, Nederluleå socken. Denne innehade t ex 12 1/2 lod silver och 8 kor år 1571. Fadern var således en välbärgad man i byn. 
1599 blev Nicolai Breninsulanus student vid Uppsala universitet och 1613 blev han förste kaplan i Nederluleå socken. I den sistnämnda socken blev han kvar till 1627 då han tillträdde tjänsten som kyrkoherde i Bygdeå socken.
Han var ombud vid riksdagen 1634.
Hans dotter, som kallade sig Löja, var gift med hans efterträdare Lars Beronis Burman och mor till Abraham Laurentii Burman.